# Teorema di Nicomaco

Dimostrazione grafica del teorema

Nella teoria dei numeri, il  teorema di Nicomaco  (dal nome del matematico greco antico Nicomaco di Gerasa) afferma che la somma dei cubi dei primi n numeri interi è uguale al quadrato dell'n-esimo numero triangolare. I numeri triangolari sono esprimibili come somma dei primi n numeri interi:
{\displaystyle 1^{3}+2^{3}+3^{3}+\cdots +n^{3}=\left(1+2+3+\cdots +n\right)^{2}.}
Questa relazione può scriversi in un altro modo attraverso sommatorie:
{\displaystyle \sum _{k=1}^{n}k^{3}=\left(\sum _{k=1}^{n}k\right)^{2}.}

## Dimostrazione
Il teorema è stato dimostrato in vari modi nel corso degli ultimi due secoli. Nel 1854 lo scienziato inglese Charles Wheatstone ne ha fornito una dimostrazione particolarmente semplice, basandosi sulla proprietà secondo cui l'n-esimo cubo può essere espresso come la somma di n numeri dispari consecutivi:
{\displaystyle 1^{3}=1}
{\displaystyle 2^{3}=8=3+5}
{\displaystyle 3^{3}=27=7+9+11}
{\displaystyle 4^{3}=64=13+15+17+19}
e così via. Alla luce di questo fatto si dimostra che
{\displaystyle {\begin{aligned}\sum _{k=1}^{n}k^{3}&=1+8+27+64+\cdots +n^{3}\\&=\underbrace {1} _{1^{3}=1}+\underbrace {3+5} _{2^{3}=8}+\underbrace {7+9+11} _{3^{3}=27}+\underbrace {13+15+17+19} _{4^{3}=64}+\cdots +\underbrace {\left(n^{2}-n+1\right)+\cdots +\left(n^{2}+n-1\right)} _{n^{3}}\\&=\underbrace {\underbrace {\underbrace {\underbrace {1} _{1^{2}}+3} _{2^{2}}+5} _{3^{2}}+\cdots +\left(n^{2}+n-1\right)} _{\left({\frac {n(n+1)}{2}}\right)^{2}}\\&=(1+2+\cdots +n)^{2}\\&=\left(\sum _{k=1}^{n}k\right)^{2}.\end{aligned}}}
Si può osservare che la somma di ogni insieme di numeri dispari consecutivi a partire da 1 è uguale al quadrato del numero di dispari sommati. Quest'ultimo può facilmente essere riguardato come una somma del tipo 1 + 2 + 3 + ... + n, ovverosia come l'n-esimo numero triangolare.